# Hesston
Hesston – miasto w Stanach Zjednoczonych, w stanie Kansas, w hrabstwie Harvey.